# Marvin Martin
Marvin Martin, född 10 januari 1988 i Paris, är en fransk fotbollsspelare som spelar för Chambly.

## Karriärstatistik

### Klubblag
| Klubb              | Säsong             | Liga               | Liga    | Liga | Nationell cup | Nationell cup | Internationell cup | Internationell cup | Totalt  | Totalt |
| Klubb              | Säsong             | Division           | Matcher | Mål  | Matcher       | Mål           | Matcher            | Mål                | Matcher | Mål    |
| ------------------ | ------------------ | ------------------ | ------- | ---- | ------------- | ------------- | ------------------ | ------------------ | ------- | ------ |
| Sochaux            | 2008/2009          | Ligue 1            | 27      | 1    | 3             | 0             | —                  | —                  | 30      | 1      |
| Sochaux            | 2009/2010          | Ligue 1            | 36      | 2    | 4             | 2             | —                  | —                  | 40      | 4      |
| Sochaux            | 2010/2011          | Ligue 1            | 37      | 3    | 4             | 1             | —                  | —                  | 41      | 4      |
| Sochaux            | 2011/2012          | Ligue 1            | 33      | 2    | 1             | 0             | 2                  | 0                  | 36      | 2      |
| Sochaux            | Totalt             | Totalt             | 133     | 8    | 12            | 3             | 2                  | 0                  | 147     | 11     |
| Lille              | 2012/2013          | Ligue 1            | 32      | 0    | 6             | 0             | 7                  | 0                  | 45      | 0      |
| Lille              | 2013/2014          | Ligue 1            | 20      | 0    | 2             | 0             | —                  | —                  | 22      | 0      |
| Lille              | 2014/2015          | Ligue 1            | 6       | 0    | 0             | 0             | 2                  | 0                  | 8       | 0      |
| Lille              | 2015/2016          | Ligue 1            | 12      | 0    | 3             | 0             | —                  | —                  | 15      | 0      |
| Lille              | Totalt             | Totalt             | 70      | 0    | 11            | 0             | 9                  | 0                  | 90      | 0      |
| Dijon (lån)        | 2016/2017          | Ligue 1            | 12      | 0    | 0             | 0             | —                  | —                  | 13      | 0      |
| Reims              | 2017/2018          | Ligue 2            | 16      | 1    | 2             | 0             | —                  | —                  | 18      | 1      |
| Reims              | 2018/2019          | Ligue 1            | 13      | 0    | 0             | 0             | —                  | —                  | 13      | 0      |
| Reims              | Totalt             | Totalt             | 29      | 1    | 21            | 0             | 0                  | 0                  | 31      | 1      |
| Chambly            | 2019/2020          | Ligue 2            | 6       | 0    | 0             | 0             | —                  | —                  | 6       | 0      |
| Chambly            | 2020/2021          | Ligue 2            | 2       | 0    | 0             | 0             | —                  | —                  | 2       | 0      |
| Chambly            | Totalt             | Totalt             | 8       | 0    | 0             | 0             | —                  | —                  | 8       | 0      |
| Totalt i karriären | Totalt i karriären | Totalt i karriären | 252     | 9    | 25            | 3             | 11                 | 0                  | 289     | 12     |

1. ↑  Inkluderar Coupe de France, Coupe de la Ligue och Trophée des Champions.
2. ↑  Inkluderar Uefa Super Cup, Uefa Champions League och Uefa Europa League.

### Landslag
| Landslag  | Säsong  | Matcher | Mål |
| --------- | ------- | ------- | --- |
| Frankrike | 2010–11 | 2       | 2   |
| Frankrike | 2011–12 | 12      | 0   |
| Frankrike | 2012–13 | 1       | 0   |
| Totalt    | Totalt  | 15      | 2   |

#### Landslagsmål
| Nr | Datum       | Arena                           | Motståndare | Mål | Resultat | Tävling       |
| -- | ----------- | ------------------------------- | ----------- | --- | -------- | ------------- |
| 1  | 6 juni 2011 | Donbass Arena, Donetsk, Ukraina | Ukraina     | 1–2 | 1–4      | Vänskapsmatch |
| 2  | 6 juni 2011 | Donbass Arena, Donetsk, Ukraina | Ukraina     | 1–4 | 1–4      | Vänskapsmatch |